# Skocznia narciarska im. Zdzisława Hryniewieckiego
Skocznia narciarska im. Zdzisława Hryniewieckiego – nieistniejąca już normalna skocznia narciarska w Szczyrku – Salmopolu, w Beskidzie Śląskim. Funkcjonowała od 1984 roku do połowy lat 90. XX wieku. 
Znajdowała się przy końcowym odcinku serpentyn szosy ze Szczyrku na Przełęcz Salmopolską, na wysokości ok. 870 m n.p.m. Najazd skoczni był drewniany, oparty na betonowych podporach. Obiekt zawierał drewnianą wieżę sędziowską.
W budowie skoczni uczestniczyli m.in. przedstawiciele klubów LKS Wisła-Istebna, KS „Start” Wisła i Olimpia Goleszów. Njazd skoczni był drewniany, ustawiony na betonowych podporach. Obiekt otwarto 31 grudnia 1984 roku. Odbyły się wówczas zawody z udziałem 30 skoczków. Konkurs wygrał Tadeusz Fijas (z pierwszym rekordem obiektu – 75,5 m), drugie miejsce zajął Henryk Tajner. 
W późniejszych latach wydłużono najazd, co pozwoliło na oddawanie dłuższych skoków. Punkt konstrukcyjny skoczni był umiejscowiony na 85. metrze, zaś odległość sędziowska wynosiła 89 metrów. Skocznia była dobrze oceniana ze względu na dogodne położenie (długo utrzymywał się na niej śnieg, otoczenie lasu chroniło przed silnym wiatrem). Wadą obiektu był brak zaplecza, w tym wyciągu dla zawodników.
W 1989 i 1995 roku obiekt ten był areną mistrzostw Polski seniorów w skokach narciarskich, w 1989 roku także miejscem zmagań o mistrzostwo Polski w kombinacji norweskiej. Dzięki homologacji Międzynarodowej Federacji Narciarskiej (FIS) na skoczni mogły być organizowane także zawody międzynarodowe. W 1989 i 1991 roku odbyły się tam konkursy Pucharu Europy w skokach narciarskich. W latach 90. XX wieku rozgrywano tam także zawody Pucharu Świata „B” w kombinacji norweskiej.
Skocznia nosiła imię Zdzisława Hryniewieckiego, mistrza Polski z 1959 roku, którego karierę zakończył poważny wypadek, do którego doszło podczas skoku. Patronat został nadany na podstawie wyników konkursu na nazwę skoczni, zorganizowanego przez dziennik „Sport”.
Ostatni rekord skoczni – 91 m – ustanowił reprezentant Słowacji Ladislav Sulír w oficjalnym treningu przed zawodami Pucharu Świata „B” w kombinacji norweskiej (1994). 
Pod koniec lat 90. XX wieku skocznia popadła w ruinę i została przeznaczona do rozbiórki. Najazd skoczni uległ całkowitemu zniszczeniu w wyniku pożaru, do którego doszło 31 maja 2000 roku i nie został odbudowany.